# آنا بورغراس
آنا بورغراس (مواليد 18 ديسمبر 1993) لاعبة جمباز فني رومانية، فازت بالميدالية الذهبية في عارضة التوازن في بطولة العالم 2010 في روتردام والميدالية البرونزية للعارضات غير المتساوية في بطولة العالم 2009. اعتُبرت بورغراس واحدة من أكثر لاعبي الجمباز فنًا في جيلها، تذكرنا لاعبي الجمباز في أوروبا الشرقية في الثمانينيات. في طوكيو صوتت لجنة تحكيم جائزة لونجين للأناقة بالإجماع لاثنين من لاعبي الجمباز أظهروا موهبة فنية استثنائية آنا بورغراس من رومانيا وكوهي أوشيمورا من اليابان في عام 2011.